# 约翰·弗兰松
约翰·弗兰松（瑞典語：Johan Fransson，1985年2月18日—），瑞典男子冰球运动员，场上位置是后卫。他曾代表瑞典国家队参加2018年冬季奥林匹克运动会冰球比赛，获得第5名。